# MSC Carmen
MSC Carmen je kontejnerski brod kojeg je 2008. godine izgradilo rumunjsko brodogradilište Daewoo Mangalia Heavy Industries. Brod je u vlasništvu međunarodne brodarske kompanije Mediterranean Shipping Company a plovi pod panamskom zastavom. Riječ je o sedmom od ukupno dvanaest brodova koliko ih je kompanija naručila.

## Vanjske poveznice
- Vessel Tracker.com
- [neaktivna poveznica]
- Marine Traffic.com